# Sicardo de Benevento

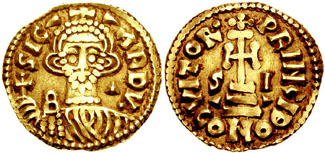
solidus de Sicardi de Benevento

Sicardi (? - † asesinado en 839), fue príncipe lombardo de Benevento desde 832. Sucedió a su padre y anterior príncipe de Benevento, Sico I y fue el último soberano del principado de Benevento antes de su división. El principado abarcaba entonces gran parte de lo que se denominaba Longobardia Minor o ahora Mezzogiorno. 
Durante su reinado combatió repetidamente contra los sarracenos y contra las ciudades vecinas, especialmente contra Sorrento, Nápoles y Amalfi, y representó la máxima potencia económica y militar de todo el sur de Italia. En el 836, con el Pactum Sicardi, firmó una paz de cinco años con las tres ciudades antes mencionadas y reconoció el derecho de estas a la libre circulación de sus mercaderes. Pero la guerra continuó igualmente. En el 837 entró en conflicto con el duque Andrea II de Nápoles, que por primera vez llamó en su ayuda a mercenarios sarracenos, dando inicio a una "tradición" seguida por muchos otros príncipes cristianos. En 838 sometió a la ciudad de Amalfi, atacándola por mar. 
Además de sus aptitudes para la guerra, Sicardi fue también un entusiasta patrocinador de nuevas construcciones. A él se le debe la edificación de una nueva iglesia en Benevento, a la que quiere realzar haciéndola sede de las reliquias de San Bartolomé, supuestamente tomadas a los sarracenos gracias a la ayuda de los mercaderes amalfitanos. Tras la toma de Amalfi se apoderó también de las reliquias de Santa Trofimena. 
Sicardi murió asesinado en el 839 en una conspiración encabezada por el Tesorero de la corte, Radalgiso, que se autoproclamó príncipe. La usurpación fue obstaculizada por el hermano del difunto Sicardi, Siconulfo, que fue proclamado príncipe por el pueblo de Salerno. El choque entre Radalgiso y Siconulfo se prolongó durante diez años, y concluyó con la mediación del coemperador del Sacro Imperio Luis II el Joven, que forzó la división del territorio del Principado de Benevento en dos: según la Radelgisi et Siginulfi Divisio Ducatus Beneventani firmada a principios de 849, Radalgiso se quedó con la parte norte, junto con su capital Benevento y Siconulfo fue instituido príncipe independiente de los territorios del sur, con Salerno como capital, con los que se formó el nuevo Principado de Salerno. Una breve reunificación de ambos principados, Benevento y Salerno, tuvo lugar bajo Pandulfo I Testa de Ferro del 977 al 981.